# Аче (село)
Аче (груз. აჭე) — село в Грузии, на территории Душетского муниципалитета края (мхаре) Мцхета-Мтианети.

## География
Село находится в северо-восточной части Грузии, на правом берегу реки Ликоки, на расстоянии приблизительно 51 километра (по прямой) к северо-востоку от города Душети, административного центра муниципалитета. Абсолютная высота — 2019 метров над уровнем моря.

## Население
По результатам официальной переписи населения 2014 года постоянное население в Аче отсутствовало.
| Год  | Население, человек |
| ---- | ------------------ |
| 2002 | 6                  |
| 2014 | ↘ 0                |